# Lobelia innominata
Lobelia innominata là loài thực vật có hoa trong họ Hoa chuông. Loài này được Rendle mô tả khoa học đầu tiên năm 1935.